# 유고슬라비아 왕자 안드레이
유고슬라비아 왕자 안드레이(Prince Andrew of Yugoslavia, 1928년 1월 19일 ~ 1990년 7월 12일)은 유고슬라비아의 알렉산다르 1세 왕과 유고슬라비아의 마리아의 막내 아들이었다.